# Everton Galdino
Everton Galdino Moreira (Osasco, 17 de marzo de 1997), conocido solo como Everton Galdino,  es un futbolista brasileño. Juega de delantero y su equipo es el F. C. Tokyo de la J1 League.

## Trayectoria
Nacido en Osasco, Everton se formó en las inferiores del Vila Nova. Debutó en el primer equipo el 28 de noviembre de 2014 ante el Portuguesa en la Serie B.
El 10 de mayo de 2017, el delantero fue cedido al Tombense de la Serie C. Fichó con el club al año siguiente. Las siguientes dos temporadas, fue cedido a clubes de la Serie B.
De regreso al Tombense en 2021, fue parte del plantel que ganó el ascenso a la Serie B en 2021.
El 7 de diciembre de 2022 fue cedido al Grêmio en la Serie A, jugando su primera temporada en primera.

## Estadísticas
Actualizado al último partido disputado en la temporada 2024.
| Club                       | Div.          | Temporada     | Liga  | Liga  | Estatal | Estatal | Copas nacionales | Copas nacionales | Copas internacionales | Copas internacionales | Total | Total |
| Club                       | Div.          | Temporada     | Part. | Goles | Part.   | Goles   | Part.            | Goles            | Part.                 | Goles                 | Part. | Goles |
| -------------------------- | ------------- | ------------- | ----- | ----- | ------- | ------- | ---------------- | ---------------- | --------------------- | --------------------- | ----- | ----- |
| Vila Nova F. C. · Brasil   | 2.ª           | 2014          | 1     | 0     | 0       | 0       | —                | —                | —                     | —                     | 1     | 0     |
| Vila Nova F. C. · Brasil   | 2.ª           | 2016          | 2     | 0     | 0       | 0       | —                | —                | —                     | —                     | 2     | 0     |
| Vila Nova F. C. · Brasil   | 2.ª           | 2017          | 0     | 0     | 13      | 1       | 2                | 0                | —                     | —                     | 15    | 1     |
| Vila Nova F. C. · Brasil   | Total club    | Total club    | 3     | 0     | 13      | 1       | 2                | 0                | 0                     | 0                     | 18    | 1     |
| Tombense F. C. · Brasil    | 3.ª           | 2017          | 19    | 2     | —       | —       | —                | —                | —                     | —                     | 19    | 2     |
| Tombense F. C. · Brasil    | 3.ª           | 2018          | 9     | 0     | 9       | 1       | —                | —                | —                     | —                     | 18    | 1     |
| Tombense F. C. · Brasil    | 3.ª           | 2019          | 15    | 3     | 10      | 1       | 2                | 0                | —                     | —                     | 27    | 4     |
| A. A. Ponte Preta · Brasil | 2.ª           | 2019          | 6     | 0     | —       | —       | —                | —                | —                     | —                     | 6     | 0     |
| A. A. Ponte Preta · Brasil | Total club    | Total club    | 6     | 0     | 0       | 0       | 0                | 0                | 0                     | 0                     | 6     | 0     |
| Figueirense F. C. · Brasil | 2.ª           | 2020          | 8     | 0     | 4       | 0       | 2                | 0                | —                     | —                     | 14    | 0     |
| Figueirense F. C. · Brasil | Total club    | Total club    | 8     | 0     | 4       | 0       | 2                | 0                | 0                     | 0                     | 14    | 0     |
| Tombense F. C. · Brasil    | 3.ª           | 2020          | 4     | 0     | —       | —       | —                | —                | —                     | —                     | 4     | 0     |
| Tombense F. C. · Brasil    | 3.ª           | 2021          | 23    | 8     | 8       | 0       | 1                | 0                | —                     | —                     | 32    | 8     |
| Tombense F. C. · Brasil    | 2.ª           | 2022          | 35    | 7     | 13      | 2       | 3                | 0                | —                     | —                     | 51    | 9     |
| Tombense F. C. · Brasil    | Total club    | Total club    | 105   | 20    | 40      | 4       | 6                | 0                | 0                     | 0                     | 151   | 24    |
| Grêmio · Brasil            | 1.ª           | 2023          | 28    | 6     | 10      | 2       | 4                | 1                | —                     | —                     | 42    | 9     |
| Grêmio · Brasil            | 1.ª           | 2024          | 12    | 0     | 10      | 1       | 2                | 1                | 6                     | 1                     | 30    | 3     |
| Grêmio · Brasil            | Total club    | Total club    | 40    | 6     | 20      | 3       | 6                | 2                | 6                     | 1                     | 72    | 12    |
| F. C. Tokyo Japón          | 1.ª           | 2024          | 5     | 0     | —       | —       | —                | —                | —                     | —                     | 5     | 0     |
| F. C. Tokyo Japón          | Total club    | Total club    | 5     | 0     | 0       | 0       | 0                | 0                | 0                     | 0                     | 5     | 0     |
| Total carrera              | Total carrera | Total carrera | 167   | 26    | 77      | 8       | 16               | 2                | 6                     | 1                     | 266   | 37    |

## Palmarés

### Títulos estatales
| Título            | Club            | Estado             | Año  |
| ----------------- | --------------- | ------------------ | ---- |
| Campeonato Goiano | Vila Nova F. C. | Goiás              | 2017 |
| Campeonato Gaúcho | Grêmio          | Río Grande del Sur | 2023 |
| Recopa Gaúcha     | Grêmio          | Río Grande del Sur | 2023 |